# Phasis thero
The Silver Arrowhead or Hooked Copper (Phasis thero) là một loài bướm ngày thuộc họ Bướm xanh. Nó được tìm thấy ở Nam Phi.
Sải cánh dài 31–46 mm đối với con đực và 38–47 mm females. Adults of ssp. thero are on wing từ tháng 9 đến tháng 11 và again từ tháng 3 đến tháng 5 làm hai đợt. Adults of ssp. cedarbergae are on wing từ tháng 10 đến tháng 11 và probably also in autumn.
Ấu trùng ăn Rhus undulata và Melianthus major. Larvae have been found inside hollow stems of their food plant, but also in nests of Cremogaster peringueyi ants at the base of these stems.

## Phụ loài
- Phasis thero thero (from Cape Peninsula, phía bắc along coast to Lambert’s Bay, phía đông đến Knysna)
- Phasis thero cedarbergae Dickson & Wykeham, 1974 (Cederberg và Gifberg)

## Hình ảnh

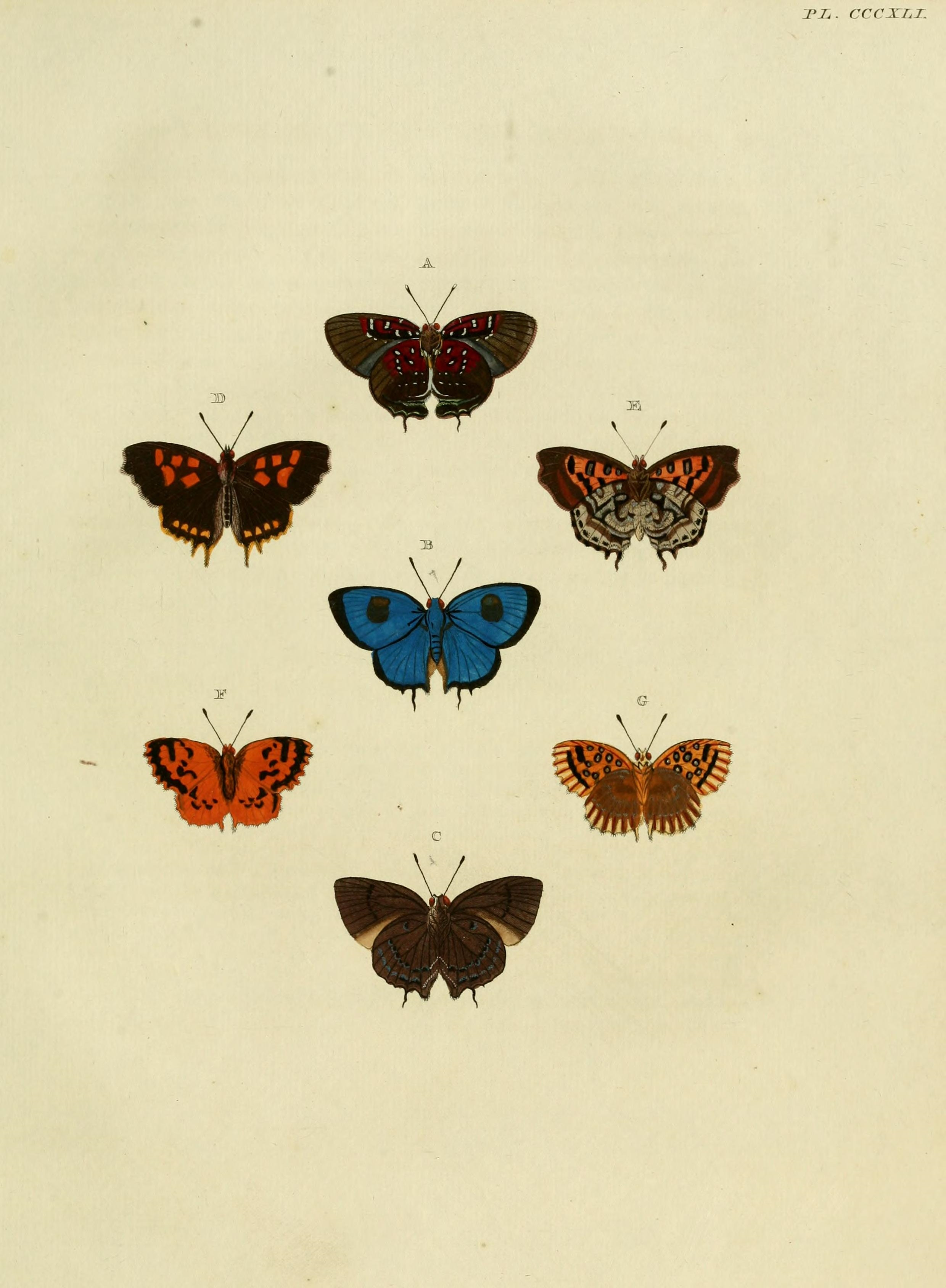